# Тихковицы
Ти́хковицы (фин. Tihkovitsa) — деревня в Гатчинском муниципальном округе Ленинградской области.

## История
Впервые упоминается в писцовой книге Водской пятины 1500 года как сельцо Техутици в Никольском Суйдовском погосте Копорского уезда.
Затем как пустошь Tekutitzi Ödhe в Суйдовском погосте в шведских «Писцовых книгах Ижорской земли» 1618—1623 годов.
Первое картографическое упоминание деревни происходит в 1676 году под названием Tekolitsiby (by — по-шведски деревня) на карте Ингерманландии А. И. Бергенгейма.
На карте Санкт-Петербургской губернии Я. Ф. Шмита 1770 года она упоминается как деревня Тиховица.
Деревня являлась вотчиной императрицы Марии Фёдоровны из которой в 1806—1807 годах были выставлены ратники Императорского батальона милиции.

ТИХКОВИЦЫ — деревня принадлежит ведомству Гатчинского городового правления, число жителей по ревизии: 95 м. п., 106 ж. п. (1838 год)

Согласно карте Ф. Ф. Шуберта 1844 года деревня называлась Тихвицы и насчитывала 32 крестьянских двора.
На этнографической карте Санкт-Петербургской губернии П. И. Кёппена 1849 года она обозначена как деревня «Tichkowitz», расположенная в ареале расселения савакотов. В пояснительном тексте к этнографической карте она записана как деревня Tiihkowitz (Тиховиц, Тихвицы), а также указано количество её жителей на 1848 год: савакотов — 86 м. п., 85 ж. п., ижоры — 11 м. п., 19 ж. п., всего 201 человек. Ижоры относились к православному Сиворицкому Николаевскому приходу, савакоты — к лютеранскому приходу Коприна.
На геогностической карте Санкт-Петербургской губернии профессора С. С. Куторги 1852 года обозначена также, как деревня Тихвицы из 32 дворов.

ТИХКОВИЦЫ — деревня  Гатчинского дворцового правления, по просёлочной дороге, число дворов — 27, число душ — 91 м. п. (1856 год)

Согласно «Топографической карте частей Санкт-Петербургской и Выборгской губерний» в 1860 году деревня называлась Тихковицы и состояла из 30 дворов. Рядом с ней, немного восточнее, находилась «Мыза Морино» и «Дача Савалаева».

ТИХКОВИЦЫ — деревня удельная при колодце, число дворов — 34, число жителей: 117 м. п., 141 ж. п. (1862 год)

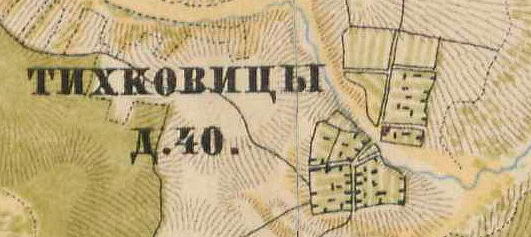
План деревни Тихковицы. 1885 год

В 1885 году деревня Тихковицы насчитывала 40 дворов.
Согласно материалам по статистике народного хозяйства Царскосельского уезда 1888 года мыза Морино площадью 49 десятин принадлежала уроженцу Лифляндской губернии Ю. Русенину, мыза была приобретена в 1881 году за 1200 рублей.
В 1900 году в деревне открылась первая школа. В ней было 53 ученика, 29 мальчиков и 24 девочки. Учителем в ней работал А. Хенттулайнен.
В конце XIX — начале XX века деревня административно относилась к Гатчинской волости 2-го стана Царскосельского уезда Санкт-Петербургской губернии. Население деревни было однородным — финским.
По данным «Памятной книжки Санкт-Петербургской губернии» за 1905 год «Обществу крестьян деревни Тихковицы» принадлежала Михайловская пустошь, а также Сиворицкие покосы. Находящаяся рядом с деревней мыза Морино площадью 48 десятин принадлежала лифляндскому уроженцу Юрию Русенину.
В 1913 году дворов было уже 95.
С 1917 по 1922 год деревня Тихковицы входила в состав Тихковицкого сельсовета Гатчинской волости Детскосельского (Гатчинского) уезда.
С 1922 года в составе Коленского сельсовета.
Согласно данным переписи населения СССР 1926 года в деревне Тихковицы Коленского сельсовета Троцкой волости Троцкого уезда проживали 729 человек, в основном финны, а также русские и эстонцы.
С 1928 года в составе Никольского сельсовета. В 1928 году население деревни составляло 742 человека.
В 1930 году из деревни Тихковицы была выделена деревня Михайловка, население которой в 1958 году составляло 19 человек. По административным данным 1966 года деревня Михайловка в Гатчинском районе уже не числилась.
По административным данным 1933 года деревня Тихковицы входила в состав Никольского сельсовета Красногвардейского района.

План деревни Тихковицы. 1939 год

Согласно топографической карте 1939 года деревня насчитывала 137 дворов.
Деревня была освобождена от немецко-фашистских оккупантов 29 января 1944 года.
В 1958 году население деревни составляло 648 человек.
По данным 1966 и 1973 годов деревня Тихковицы также входила в состав Никольского сельсовета.
По данным 1990 года деревня Тихковицы входила в состав Большеколпанского сельсовета.
В 1997 году в деревне Тихковицы Большеколпанской волости проживали 336 человек, в 2002 году — 244 человека (русские — 65%, финны — 30%).
В 2007 году в деревне Тихковицы Большеколпанского СП — 370 человек.
Место компактного проживания ингерманландских финнов.

## География
Деревня расположена в северо-западной части района близ автодороги Р23 «Псков» (E 95, Санкт-Петербург — граница с Беларусью).
Расстояние до административного центра поселения, деревни Большие Колпаны — 12 км.
Расстояние до ближайшей железнодорожной станции Гатчина-Балтийская — 21 км.
Через деревню протекает река Суйда.

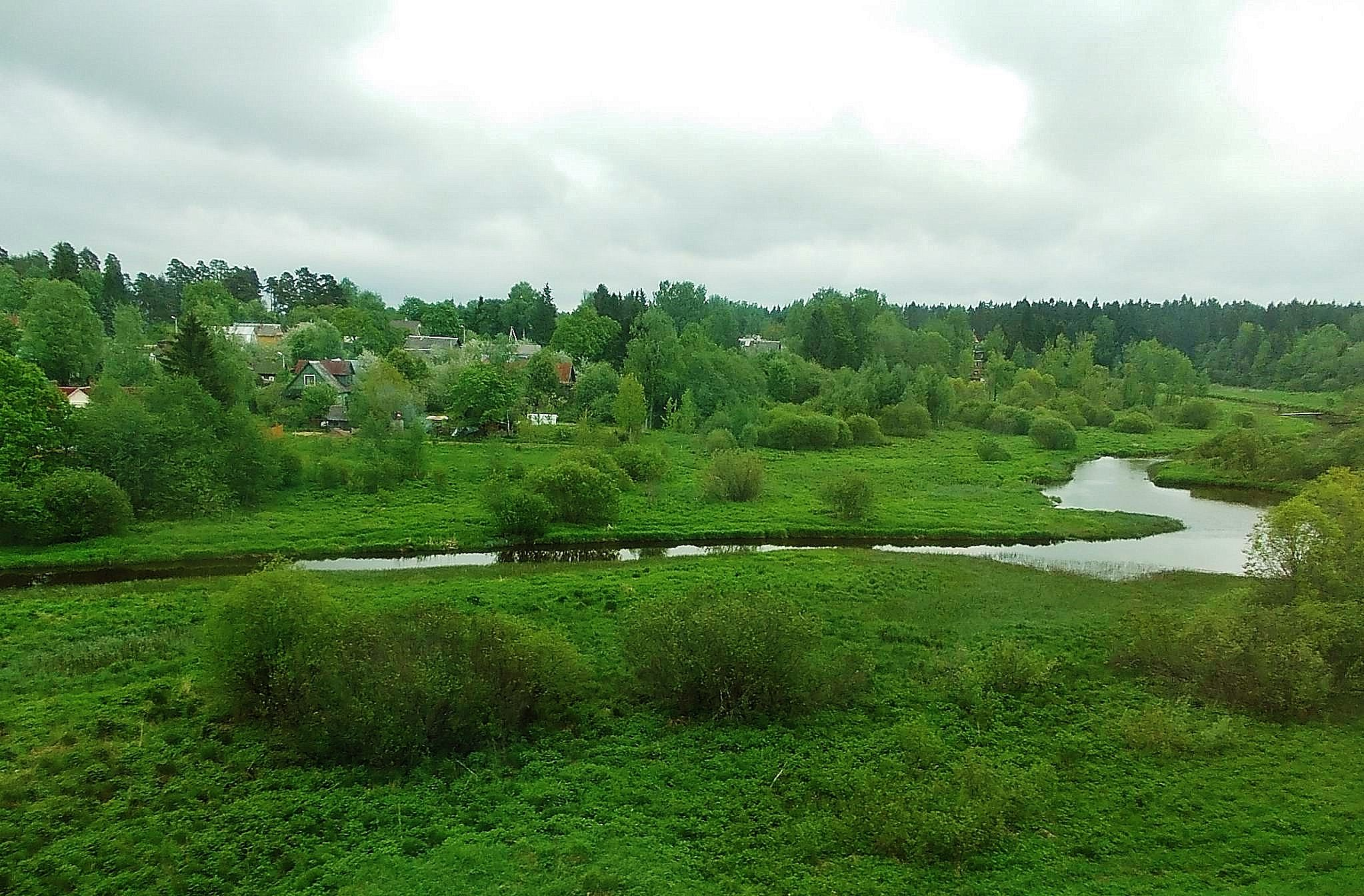
Долина реки Суйда

## Демография
| 1862 | 2007 | 2010 | 2011 | 2012 | 2017 |
| ---- | ---- | ---- | ---- | ---- | ---- |
| 258  | ↗370 | ↘337 | ↘241 | →241 | ↘237 |

### Национальный состав
Согласно данным Всероссийской переписи населения 2021 года в деревне проживал 391 человек, из них:
 русские — 349, финны — 19 (ингерманландцы — 1), украинцы — 5, грузины — 2, чуваши — 2, молдаване — 1, другие национальности — 12 человек, один человек национальность не указал.

## Предприятия и организации

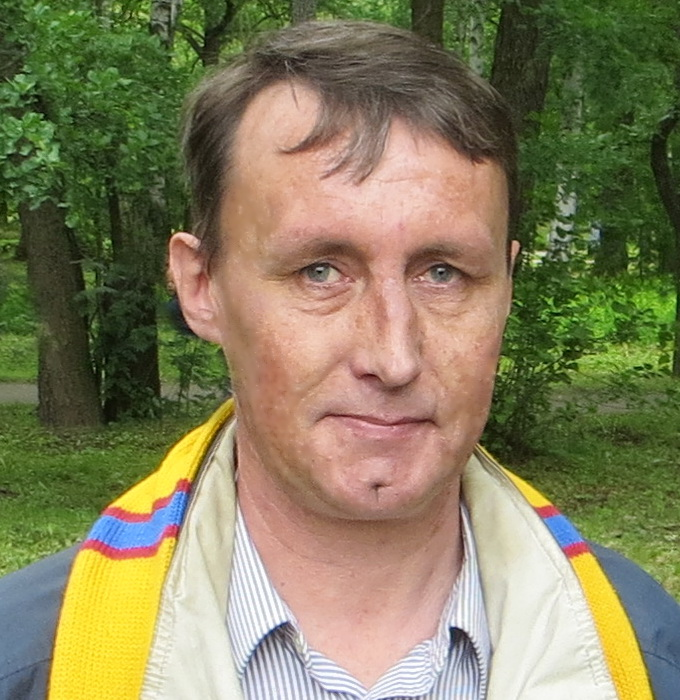
Бывший пастор
А. Сойту

- Приходской диаконический центр «Источник» Колпанского прихода Евангелическо-лютеранской церкви Ингрии.
- Продовольственные магазины

## Транспорт
От Гатчины до Тихковиц можно доехать на автобусе № 531.

## Трудовой лагерь
В Тихковицах дислоцировался трудовой лагерь студенческого отряда по уборке картофеля от оптического факультета ЛИТМО.

## Фото

Деревня Тихковицы. 1942 год
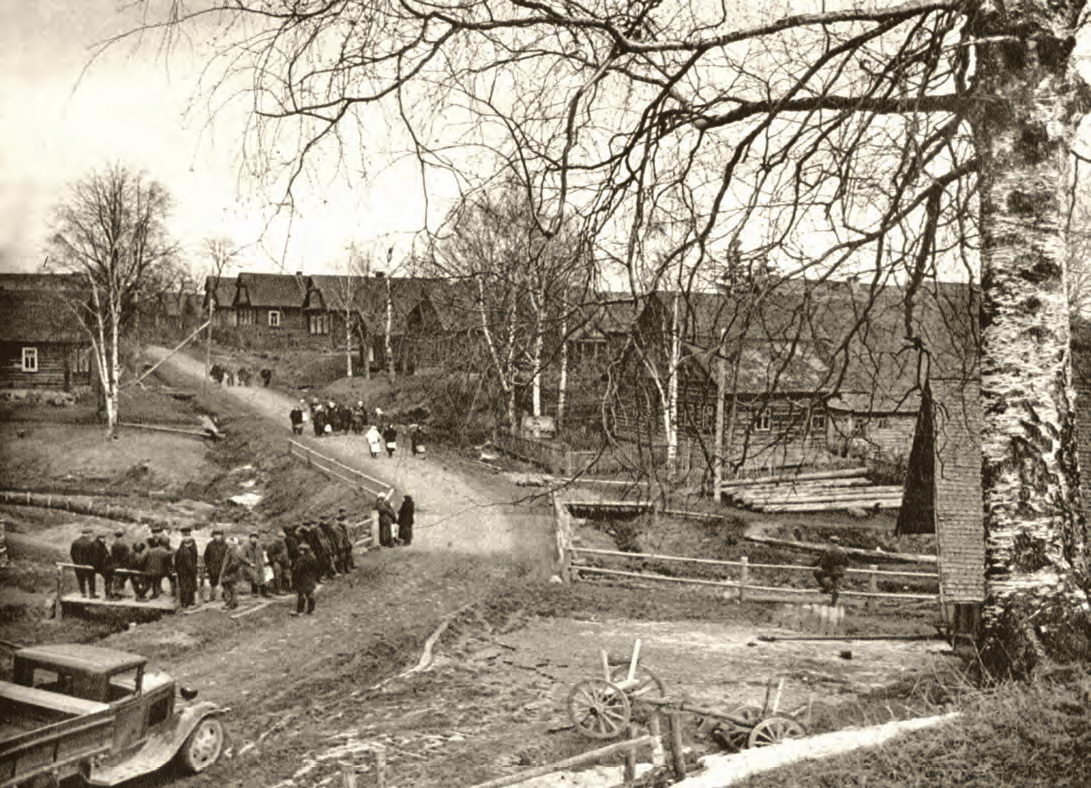
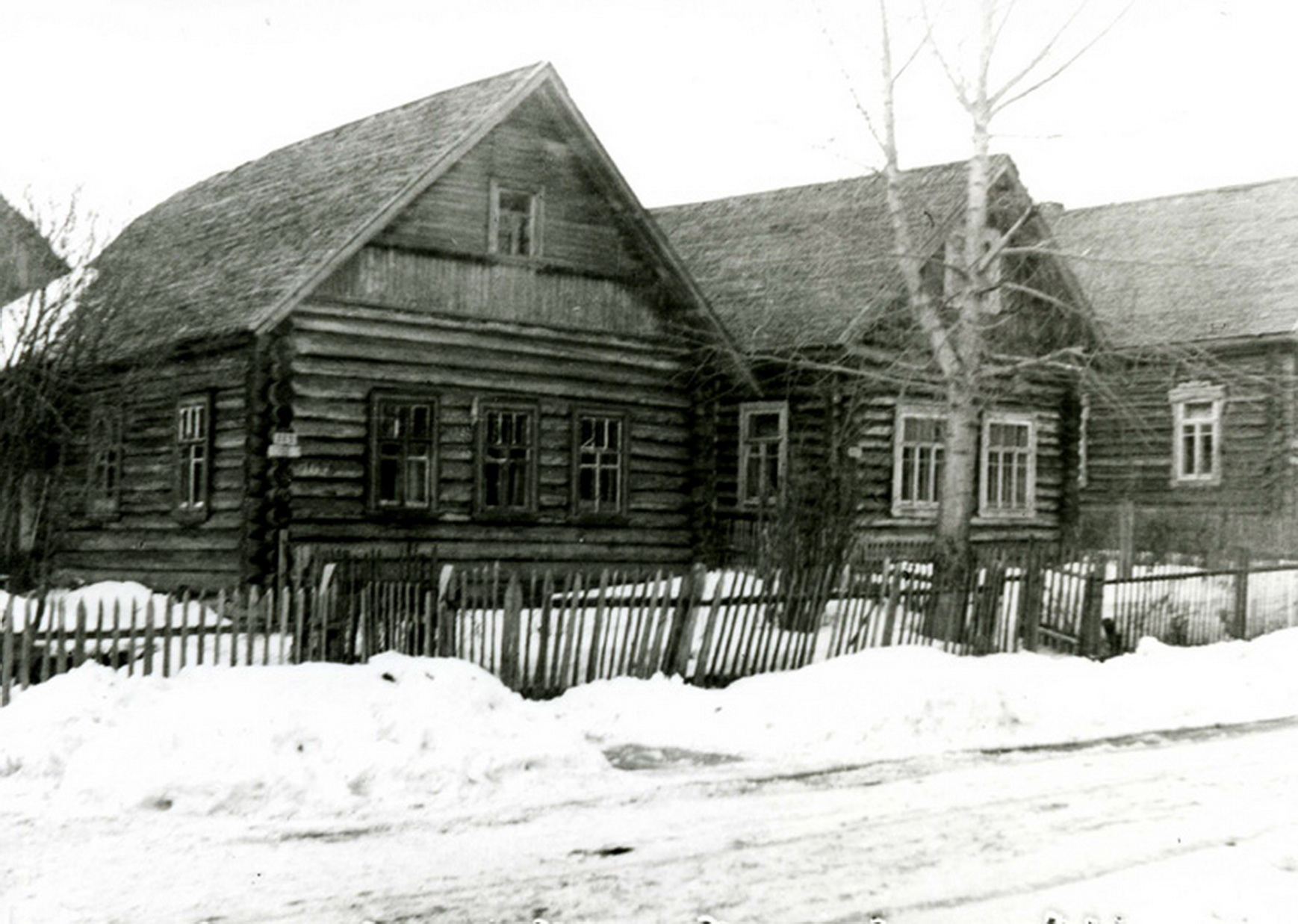

## Улицы
Кузнечная, Лесная, Новая, Прогон, Северная.